# Monte criollo (tango)
Monte criollo es un tango con letra de Homero Manzi y música de Francisco Pracánico que fue estrenado el 22 de mayo de 1935 al ser exhibida por primera vez la película del mismo nombre para la cual había sido compuesto. 

## Origen de la obra
El mencionado filme es una producción argentina en blanco y negro de género dramático y policial dirigida y guionada por Arturo S. Mom que tiene como principales protagonistas a  Nedda Francy, Francisco Petrone y Florindo Ferrario y cuyo argumento gira en torno a una mujer y a los dos propietarios de una casa de juego clandestino. El nombre del tango y de la película alude al juego de monte, original de España y muy popular hasta mediados del siglo XX en los lugares de Argentina donde se practicaba el juego clandestino. En el filme el tango fue cantado por Azucena Maizani, una popular cantante de esa época y fue grabado por ella el 24-5-1935 para el sello Odeón con el dúo Cufaro-Zerrillo con una duración de 1'55".
La letra del tango comienza con la estrofa:
Cuarenta cartones pintados

con palos de ensueño, de engaño y amor. 

Horacio Salas recuerda un poema que Jorge Luis Borges inicia así:
Cuarenta naipes han desplazado la vida

Amuletos de cartón pintado

y opina que “una opinión más benigna -y seguramente más cercana a la verdad, sobre todo cuando se trata de obras muy conocidas como lo era el poema de Borges a mediados de los años 30-, podría sostener que el parecido se haya debido incluso a una suerte de homenaje. En especial si se piensa que Manzi nunca ocultó su admiración por Borges.